# Tantillita canula
Espèce
Synonymes
- Tantilla canula Cope, 1876
- Homalocranium breve Günther, 1895
- Tantilla brevis Amaral, 1929

Statut de conservation UICN

 LC  : Préoccupation mineure
Tantillita canula  est une espèce de serpents de la famille des Colubridae.

## Répartition
Cette espèce se rencontre :
- au Mexique dans les États du Yucatán, de Campeche et du Quintana Roo ;
- au Guatemala dans le département du Petén ;
- au Belize ;
- dans le nord-est du Salvador.

## Publication originale
- Cope, 1876 "1875" : On the Batrachia and Reptilia of Costa Rica : With notes on the herpetology and ichthyology of Nicaragua and Peru. Journal of the Academy of Natural Sciences of Philadelphia, ser. 2, vol. 8, p. 93–154 (texte intégral).